# 라크샤사

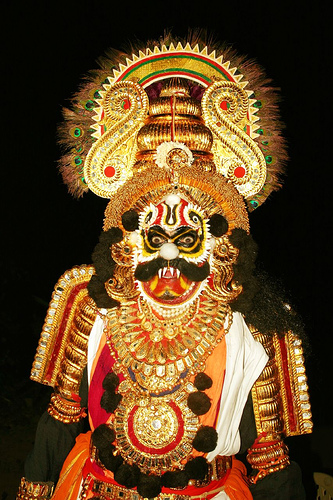
라크샤사

라크샤사(산스크리트어: राक्षसः) 또는 나찰(羅剎), 락샤사는 힌두교와 불교 신화에 등장하는 가공의 종족이다. 사람을 잡아먹고 살며, 지옥에서는 죄인을 못살게 군다. 팔부의 하나로 푸른 눈과 검은 몸, 붉은 머리털을 하고 있다.

## 표기
산스크리트어 “라크샤사”(산스크리트어: राक्षसः)의 음을 따서 중국어로 “루오차”(羅剎), 일본어로는 “라세쓰(텐)”(らせつ(てん))이라 부른다.
나찰은 나찰사(羅刹娑)라고도 부르며, 여자는 나찰녀(羅刹女)(산스크리트어로 라크샤시)라 부른다. 아수라와 라크샤사(나찰)는 서로 혼돈되어 쓰인다.

## 전승
라마야나에 따르면 라크샤사는 브라흐마의 발에서 나왔다. 라크샤사는 제물을 어지럽히고, 무덤을 파헤치고, 수도승이나 사람들을 현혹시킨다. 손톱은 독이 묻어 나오고, 음식을 상하게 하며 모양을 바꾸어 나타나 환각에 빠지게 하거나 마법을 부리기도 한다.

## 같이 보기
- 야크샤
- 라바나
- 니르리티